# Albrecht-Dürer-Haus

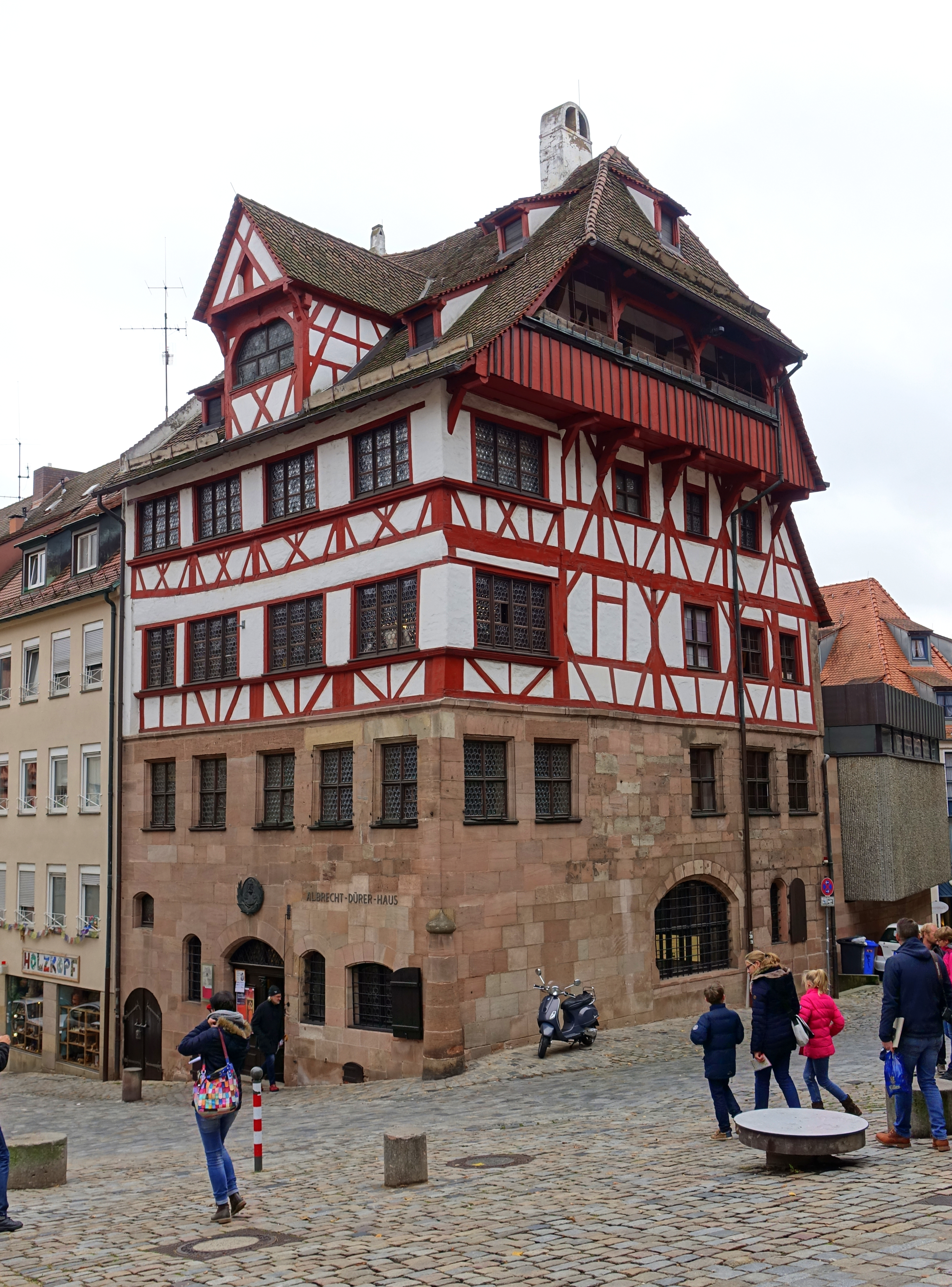
Blick vom Tiergärtnertorplatz

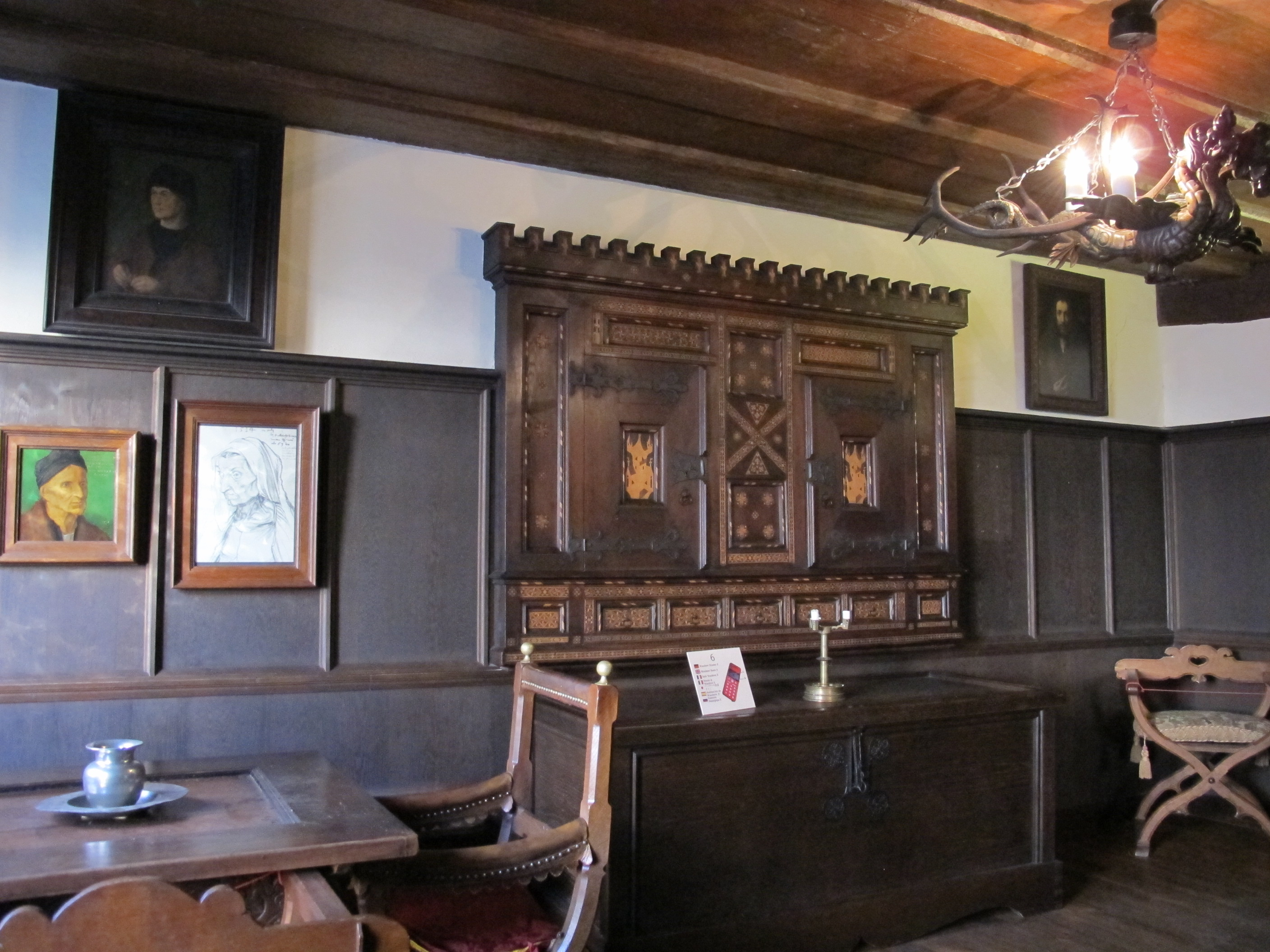
Hinteres der historistischen Zimmer nach einem Entwurf von W. Wanderer

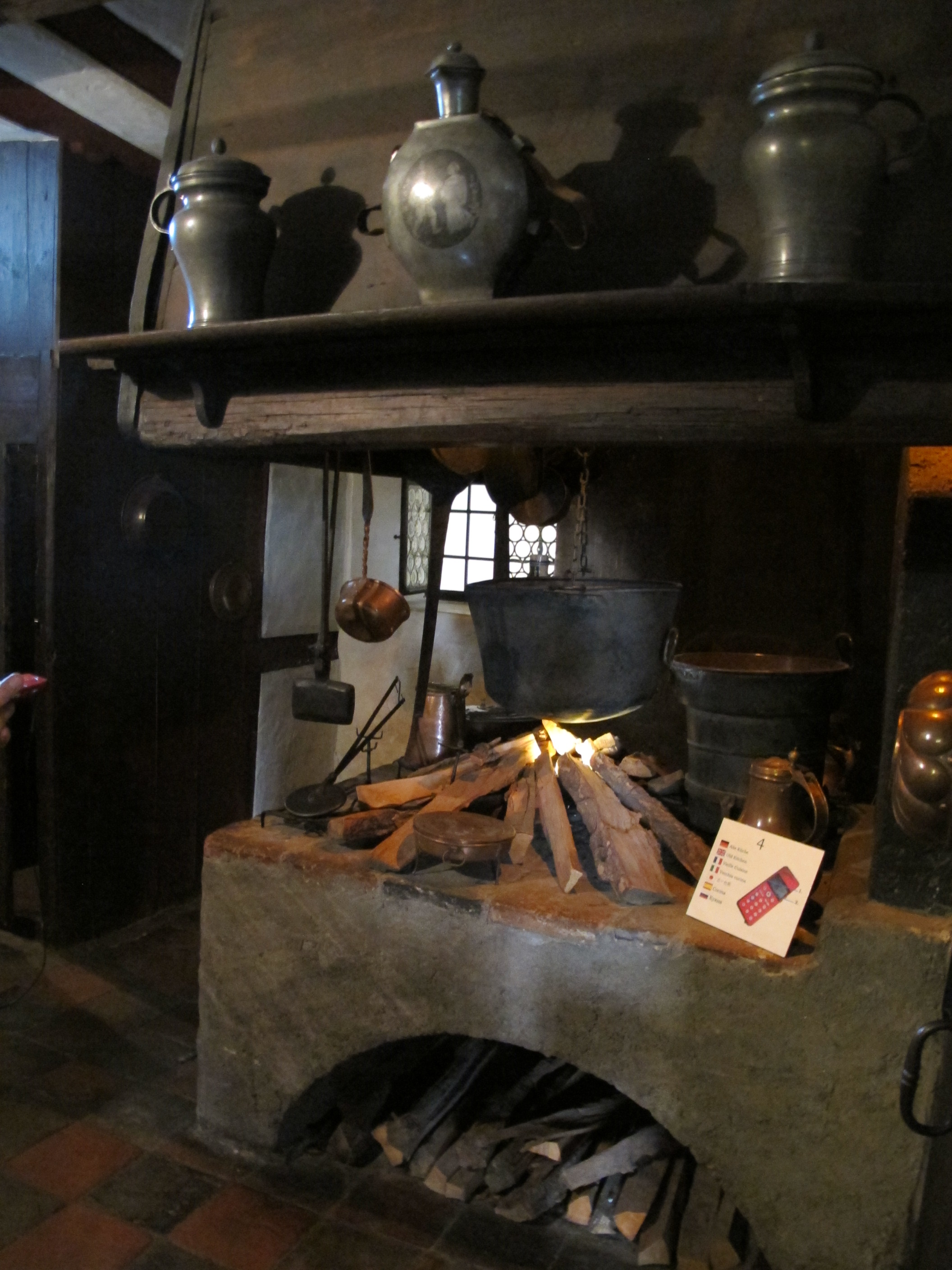
Küche

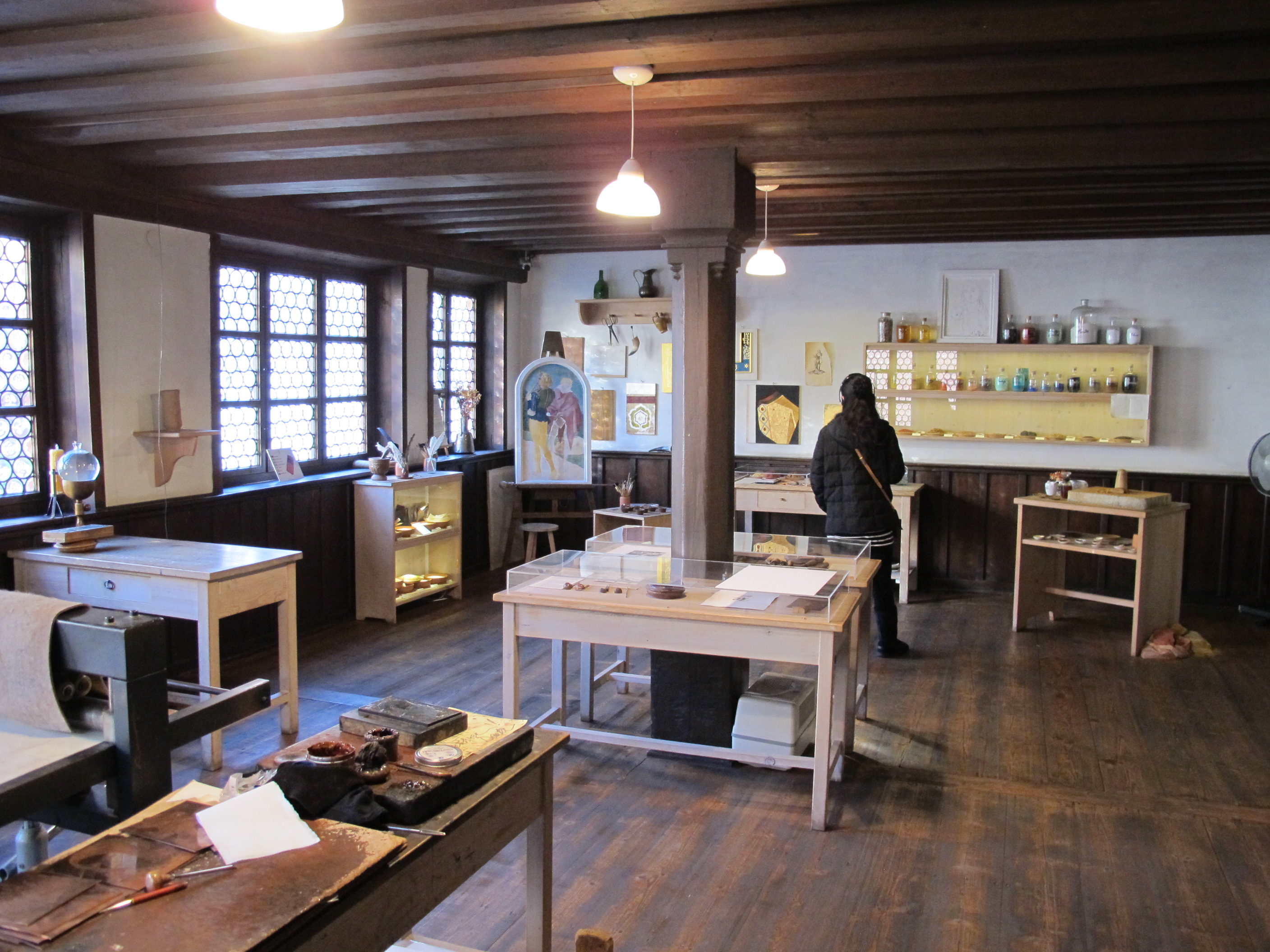
Werkstatt

Das Albrecht-Dürer-Haus in der Nürnberger Altstadt (auf der Sebalder Seite, nahe dem Tiergärtnertor) ist ein mittelalterliches Wohnhaus, das gegen 1420 errichtet wurde und sein heutiges Aussehen durch die Modernisierung, die Bernhard Walther nach 1500 vornehmen ließ, erhielt. Ab 1509 diente es Albrecht Dürer als Wohn- und Arbeitsstätte bis zu seinem Tod im Jahr 1528. Der Künstler wohnte dort mit seiner Frau Agnes, seiner Mutter Barbara und einer unbestimmten Zahl von Lehrlingen, Gesellen und Hausangestellten. Nach Behebung der Kriegsschäden steht das Haus seit 1949 als Museum Besuchern offen und gehört gemeinsam mit der Graphischen Sammlung, die im Albrecht-Dürer-Haus die Sonderausstellungen mit Werken aus ihrem Bestand bestreitet, zum Verbund der Museen der Stadt Nürnberg.

## Das Gebäude
Die ältesten Balken im Haus an der Ecke der ehemaligen Zistelgasse zum Platz vor dem Tiergärtner Tor konnten dendrochronologisch auf 1418 datiert werden, was die Errichtung des stattlichen Gebäudes um 1420 nahelegt. Es hat vier Geschosse, von denen die unteren beiden in Sandstein gemauert und die beiden oberen in Fachwerk gebaut sind. Das Krüppelwalmdach trägt an der Straßenseite ein Zwerchhaus. Es wurde im 19. Jahrhundert rekonstruiert, weil man dort, sehr wahrscheinlich zu Unrecht, Dürers Werkstatt vermutete.
1501 erwarb es Bernard Walther, ein Kaufmann und Astronom. Die heutige Form des Hauses geht in den oberen Geschossen und im Dachbereich im Wesentlichen auf seine Umbauten zurück. Insbesondere ließ er im stadtseitigen Südgiebel mehrere kleine Fenster zum „gewergk der astronomey“ anbringen. Im Nürnberger Stadtarchiv befindet sich ein Vertrag mit den Nachbarn, in dem ihm verboten wurde, aus den neuen Fenstern irgendetwas auf das Nachbardach zu schütten. Die Benutzung des Hauses als astronomisches Observatorium ist auf historischen Ansichten zu sehen.

Blick auf das Albrecht-Dürer-Haus, mit dem Heiligen Georg des Pilatushauses rechts im Bild, 1907

Nach dem noch vorhandenen Kaufvertrag verkaufte Familie Walther das Haus 1509 für 275 Gulden an Albrecht Dürer. Obwohl es danach mindestens 24 mal den Besitzer wechselte – 1791 wohnte ein Tischler darin –, blieb es doch als Dürerhaus im allgemeinen Bewusstsein. Joachim von Sandrart, bedeutender Barockmaler, Dürer-Verehrer, Gründer der Nürnberger Akademie und Verfasser der ersten deutschen Kunstgeschichte, beschrieb 1675 in dem Abschnitt über Dürer seine Lage so genau, dass es jeder Interessierte finden konnte. Mit Blick auf die Feier anlässlich des 300. Todestags Dürers 1828 erwarb die Stadt Nürnberg im Jahr 1826 das Haus und ließ darin ein Gedenkzimmer einrichten. 1871, zum 400. Geburtstag des Künstlers, wurde die Nutzung und Erhaltung des Hauses dem Albrecht-Dürer-Haus-Verein übertragen, der es seither als Gedenkstätte und Museum führt.
Trotz schwerer Beschädigungen hat das Dürerhaus die fast vollständige Zerstörung der Nürnberger Altstadt am Ende des Zweiten Weltkrieges erstaunlich gut überstanden. Noch vor den großen Stadtkirchen, dem Rathaus und der Stadtbibliothek wurde es 1949 wieder für die Öffentlichkeit zugänglich gemacht.
Zur großen Jubiläumsausstellung anlässlich des 500. Geburtstags Albrecht Dürers erhielt das Haus 1971 an der Westseite einen modernen Anbau. Sein Kernstück bildet ein großer Ausstellungsraum, der 1996/98 als Kinosaal umfunktioniert wurde. Zwischenzeitlich wurde dieser Raum für Vorträge genutzt; heute dient er als Ausstellungsraum, in dem dauerhaft historische Kopien nach Dürers Gemälden (Gemälde aus dem Besitz der städtischen Kunstsammlungen) gezeigt werden, die dem Besucher einen Eindruck von Dürers Vielseitigkeit vermitteln.
Durch umfangreiche Sanierungsmaßnahmen seit den 1990er Jahren befindet sich das Haus in einem sehr guten konservatorischen Zustand. Auch die bauhistorische Erforschung ist ein großes Stück vorangekommen.

## Lage
Das Albrecht-Dürer-Haus befindet sich als markantes Eckhaus am oberen Ende der Albrecht-Dürer-Straße (vormals Zistelgasse), Hausnummer 39, die an den Tiergärtnertorplatz grenzt.
Deshalb wird dieser Platz, der mit seinem großteils erhaltenen Baubestand zu den schönsten Plätzen der Innenstadt gehört, oft fälschlich als Dürerplatz bezeichnet, obwohl der Platz dieses Namens mit dem Standbild Albrecht Dürers weiter südlich auf dem ehemaligen Milchmarkt, oberhalb der Sebalduskirche, Dürers Pfarrkirche liegt. Aus den Fenstern des Dürer-Hauses hat man einen direkten Blick auf die Kaiserburg, daher oft vom Dürer-Haus am Fuße der Kaiserburg gesprochen wird.

## Museum
In seiner Gesamtheit ist das Albrecht-Dürer-Haus ein Gedenkort für einen der herausragendsten bildenden Künstler der frühen Neuzeit, sprich an der Schwelle vom Spätmittelalter zur Frührenaissance. Albrecht Dürer bewohnte das Eckhaus beim Tiergärtnertor seit 1509 als Eigentümer zusammen mit Ehefrau Agnes und seiner Mutter Barbara (Tochter des Goldschmieds Hieronymus Holper, vormals Vorgesetzter von Dürers Vater).
Seit dem Tod der Ehefrau (10 Jahre nach seinem eigenen) war das Haus im Besitz verschiedener Familien und diente auch als Werkstatt.
1826 wurde es von der Stadt Nürnberg – im Hinblick auf das Dürer-Jahr 1828 – aus Privatbesitz erworben und ist seitdem städtisches Eigentum.
1828 bis 1875 diente es als Vereinslokal; seit 1871 wird es als Museum geführt und steht jedem Besucher offen.
Die Räume sind weitgehend mit Holz ausgekleidet, haben Dielenböden und Butzenscheiben und stellen eine Wohn- und Arbeitsumgebung aus Dürers Zeit vor.
Die exemplarische Einrichtung führt didaktisch an Umstände des Lebens und Arbeitens in einem Handwerkerhaushalt um 1500 heran.
Über den unteren Tennen, dem ungeteilten Raum im Erdgeschoss, gelangt man über eine Treppe in den ersten Stock, wo sich eine weitgehend originale Küche und drei Wohnräume befinden.
In dem der Küche benachbarten Raum erläutern umfangreiche Informationstafeln Dürers Beziehungen zu Familie, Freunden und Auftraggebern, dem Netzwerk Dürers, sowie die herausragenden Druckgraphiken und entscheidenden Auftragsarbeiten.
Nach Osten liegen die beiden Wandererzimmer, zwei in den 1870er Jahren von Kunstschulprofessor Friedrich Wanderer historistisch-neugotisch nachempfundene Wohnräume mit der im Spätmittelalter typischen Abfolge von Stube (mit Kachelofen) und Kammer. Die Ausstattung wurde im Historismus geschaffen und entspricht den Vorlieben dieser Epoche, in der Renaissance-Motive rezipiert wurden. Kunsthandwerklich ausgezierte Wandschränke und Möbel sind durch zahlreiche kunsthandwerkliche Gegenstände ergänzt, die motivisch an Dürers Werk anknüpfen (beispielsweise Kabinettscheibe mit Dürer-Wappen, Schraubflasche mit Dürers Tanzendem Paar in Niello, Kopie des Drachenleuchters usw.).
Der größte Raum des Hauses liegt im zweiten Obergeschoss. Wegen seiner Dimensionen und des gleichmäßigen Nordlichts könnte es die Werkstatt Albrecht Dürers gewesen sein. Dort sind Werkzeuge und Materialien zum Malen und Zeichnen, sowie Kupferstich und Holzschnitt zu sehen, wie sie in der Dürerzeit gebräuchlich waren.
Auf einer modernen Tiefdruckpresse werden Kupferstiche gedruckt. Im kleineren Raum dieses Stockwerks ist eine funktionstüchtige Hochdruckpresse aufgestellt; sie wurde nach einer Zeichnung Dürers angefertigt. In beiden Werkstatträumen werden die dürerzeitlichen Druckverfahren vorgeführt.
Durch die lange Geschichte des Hauses als Museums- und Gedenkort blieb das Nachleben Albrecht Dürers in der Kunst- und Kulturgeschichte späterer Jahrhunderte immer ein besonderes Sammlungs- und Ausstellungsthema. Im dritten Obergeschoss, dem einzigen Dachgeschoss, das öffentlich zugänglich ist, sind regelmäßig Ausstellungen mit Graphik von und über Albrecht Dürer zu sehen. In Zeiten zwischen den Sonderausstellungen sind Dürers Sternkarten, zwei große Holzschnitte von 1515 ausgestellt und kommentiert; dabei handelt es sich um die ersten in Europa gedruckten Himmelskarten. Hier wird auch auf die Rolle der Sternwarte im Haus, ein Südfenster mit Konsole im Giebel eingegangen, die sich Bernhard Walther einrichten ließ.
An verschiedenen Stellen im Haus informieren Monitore über zeitgenössische Kunstwerke in Italien, Frankreich und den Niederlanden, sowie den  Zuständen in Nürnberg um 1500, der Lage von Dürers Wohnsitzen, und der Beziehung der Noris zum Reichsoberhaupt, dem König des Heiligen Römischen Reichs Deutscher Nation, bzw. dem Kaiser.
Im modernen, 1969/1970 errichteten Anbau ist eine Schau hochwertiger, von Künstlern im 17. bis zum frühen 20. Jahrhundert geschaffener Kopien nach Dürers bekanntesten Gemälden zu sehen (vgl. Katalog).
Zum Besuch: Das Museum kann mit einem Audioguide begangen werden. Als geführte Rundgänge stehen regelmäßig kulturhistorische Führungen auf dem Programm, sowie „Agnes-Dürer“-Führungen (in historischem Gewand), die näher auf die Lebensumstände und Anekdotisches eingehen. Das Albrecht-Dürer-Haus ist nicht barrierefrei, da die oberen Stockwerke nur über Treppen erreicht werden können.
Weiterhin ist das Haus der Höhepunkt des „Dürer-Wegs“, der 2004 in Form einer Audioguide-Führung als historischer Stadtspaziergang auf den Spuren Dürers geschaffen wurde.

## Leitung
Seit Oktober 2022 werden das Albrecht-Dürer-Haus und die Graphische Sammlung der Stadt Nürnberg von der Kunsthistorikerin Christine Demele geleitet.
Von August 2009 bis März 2019 hatte der Kunsthistoriker Thomas Schauerte diese Aufgaben inne. Danach wurden sie kommissarisch vom Leiter der Museen der Stadt Nürnberg Thomas Eser selbst wahrgenommen.

## Historische Abbildungen

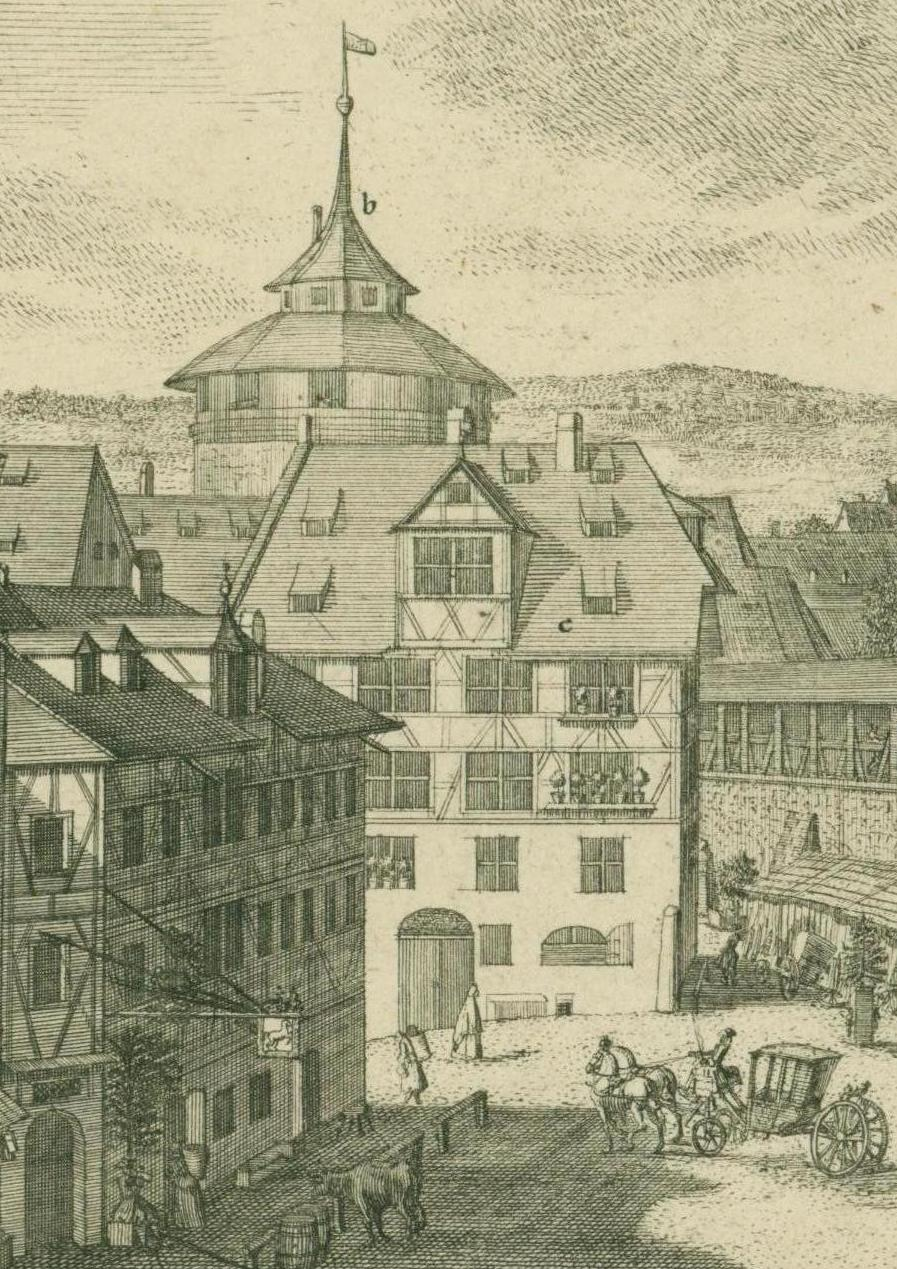
Tiergärtnertorplatz, Detail mit Dürerhaus, Kupferstich (1714) von J. A. Delsenbach
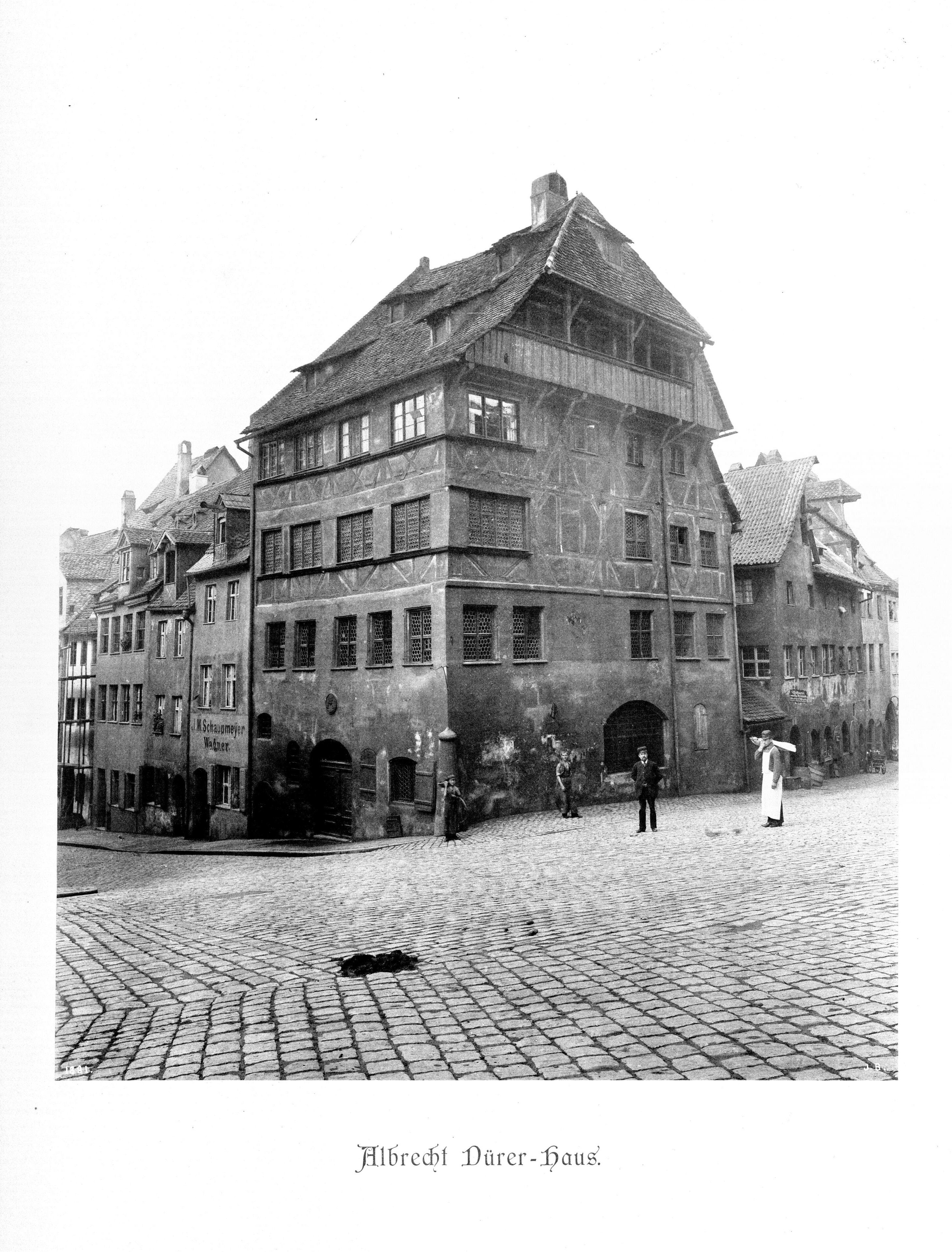
Albrecht-Dürer-Haus, 1891
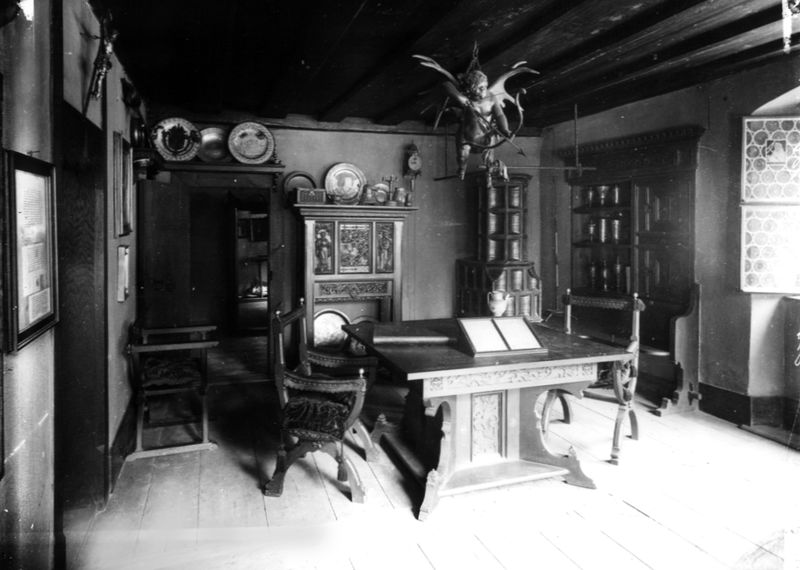
Vorderes der historistischen Zimmer (um 1900) nach einem Entwurf von W. Wanderer
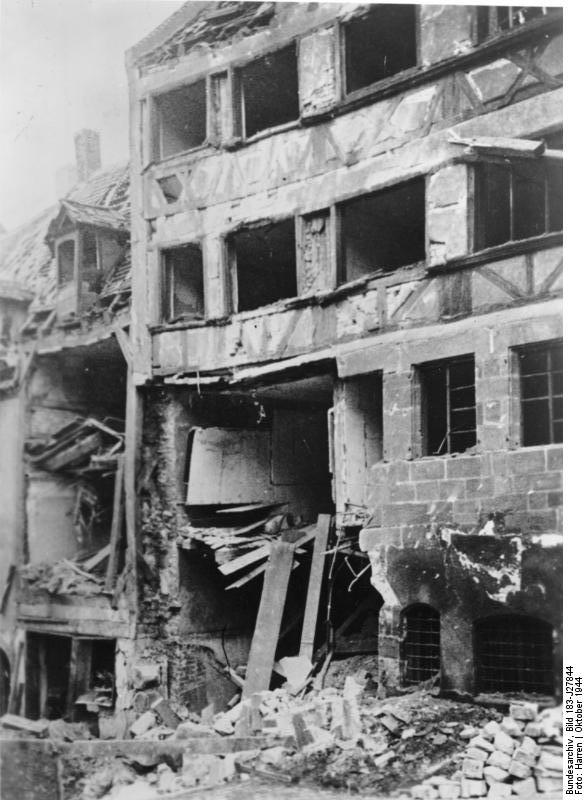
Kriegsschäden am Albrecht-Dürer-Haus, 1944
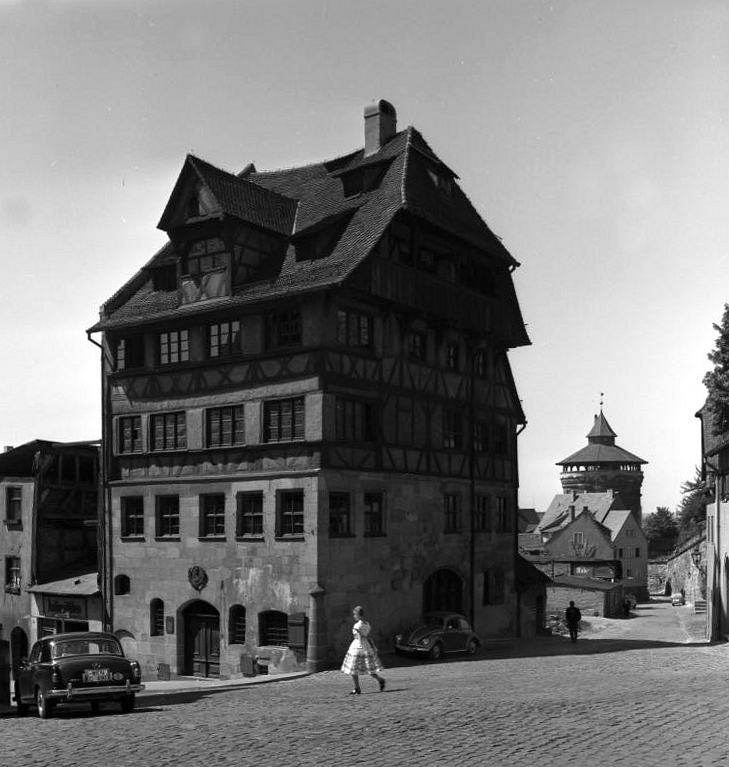
Albrecht-Dürer-Haus, Mai 1959